# HKD Kandija
HKD Kandija (puno ime: Hrvatsko kultrurno društvo Kandija), je hrvatska kulturna udruga iz Kandije kod Bugojna. U sklopu društva djeluju folklorna skupina, pjevačka sekcija i sportska sekcija.
Udruga je osnovana 3. studenoga 2010. Glavni cilj udruge bila je izgradnja Hrvatskog doma u Kandiji. Četiri godine od osnutka dom je svečano otovren 19. srpnja 2014., uoči proslave patrona župe Kandija, sv. Ilije. Oko 80 posto sredstava za izgradnju Doma osigurala je Vlada Republike Hrvatske, a ostatak je iz svog proračuna izdvojila općina Bugojno.
HKD Kandija je organizator Malonogometnog ilindanskog turnira, Ilindanskog koncerta, Božićnog koncerta, Bala pod maskama, kazališnih predstava te drugih kulturnih i sportskih događaja. Organizatori su i božićno-novogodišnjeg ukrašavanja Bugojna.
Članovi društva nastupali su na kulturnim manifestacijama u Bugojnu, Vitezu, Kninu, Šibeniku, Imotskom i Uskoplju.